# 曼徹斯特 (堪薩斯州)
曼徹斯特（英語：Manchester）是一個位於美國堪薩斯州迪金森縣的城市。

## 地方資料
根據2020年美國人口普查的數據，曼徹斯特的面積為0.42平方千米，當中陸地面積為0.42平方千米，而水域面積為0.00平方千米。當地共有人口47人，而人口密度為每平方千米111.9人。